# STS-123
STS-123 (englisch Space Transportation System) ist die Missionsbezeichnung für einen Flug des amerikanischen Space Shuttles Endeavour (OV-105) der NASA. Es war die 122. Space-Shuttle-Mission, der 21. Flug der Raumfähre Endeavour und der 25. Flug eines Space Shuttles zur Internationalen Raumstation (ISS). Der Start erfolgte am 11. März 2008.

## Mannschaft
- Dominic Gorie (4. Raumflug), Kommandant
- Gregory H. Johnson (1. Raumflug), Pilot
- Robert Behnken (1. Raumflug), Missionsspezialist
- Michael Foreman (1. Raumflug), Missionsspezialist
- Richard Linnehan (4. Raumflug), Missionsspezialist
- Takao Doi (2. Raumflug), Missionsspezialist (JAXA/ Japan)

### ISS-Crew Hinflug
ISS-Expedition 16/ISS-Expedition 17
- Garrett Reisman (1. Raumflug), Bordingenieur

### ISS-Crew Rückflug
ISS-Expedition 16
- Léopold Eyharts (2. Raumflug), Bordingenieur ( ESA/ Frankreich)

## Missionsüberblick

Kibō

STS-123 brachte das Experiment-Logistikmodul ELM-PS (Experiment Logistics Module - Pressurized Section), welches Teil des japanischen Kibō-Moduls ist, sowie die kanadische Roboterhand Dextre zur Internationalen Raumstation (ISS). Dextre kann am ISS-Roboterarm befestigt werden und dessen Aufgabenbereich erweitern.
STS-123 war mit 16 Tagen die bisher längste Shuttle-Mission zur ISS. Auch die Kopplungszeit war mit 11 Tagen und 20 Stunden die bisher höchste. Außerdem stellten die Astronauten mit fünf Außenbordeinsätzen einen weiteren Rekord bei Shuttle-Raumstationsflügen auf.
Sowohl der Start als auch die Landung erfolgten bei Nacht. Es war der zweite Nachtstart seit der Columbia-Katastrophe im Januar 2003 und die 22. Nachtlandung seit dem Beginn des Shuttle-Programms 1981.

## Vorbereitungen
Die Hauptnutzlast der Mission, das erste Bauteil des japanischen Kibō-Moduls (ELM-PS), wurde nach seiner Fertigstellung von der JAXA per Schiff von Yokohama zum Kennedy Space Center (KSC) transportiert. Nach fünfwöchiger Fahrt traf das ELM-PS am 12. März 2007 in Florida ein, wo es auf den Start vorbereitet wurde.
Nach der Landung der Endeavour am 21. August 2007 auf der Shuttle Landing Facility des KSC wurde die Raumfähre in die Orbiter Processing Facility gefahren. Dort erfolgten die vorbereitenden Arbeiten für STS-123.

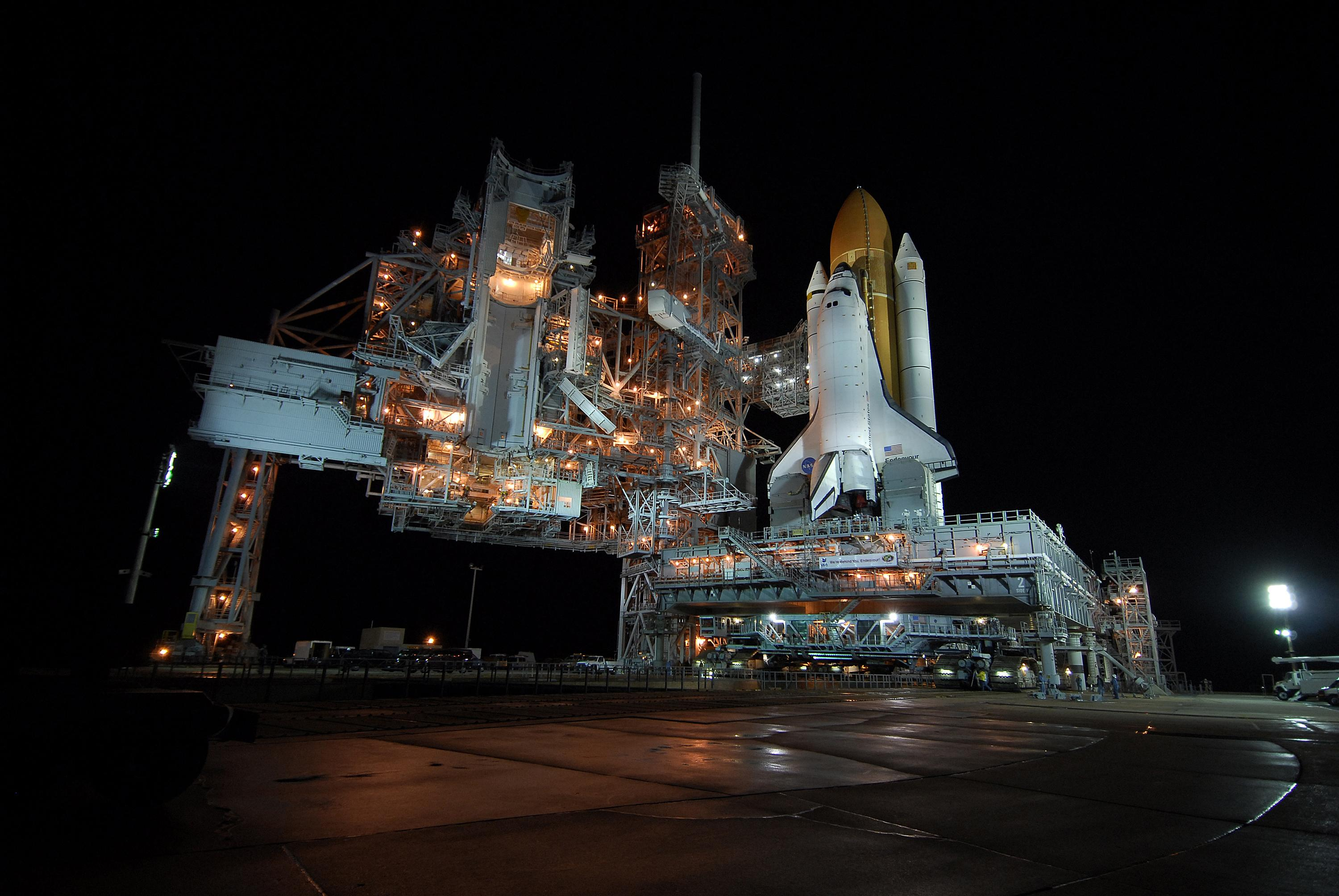
Die Endeavour erreicht die Startrampe

Der Außentank für die Mission kam am 30. November am KSC an und wurde in das Vehicle Assembly Building (VAB) gebracht. Nachdem ein Problem mit einer Kabeldurchführung beim Tank der Vorgängermission STS-122 aufgetreten war, wurde das entsprechende Bauteil in diesem Tank überprüft.
Der Orbiter wurde am 12. Februar 2008 in das VAB überführt, wo er mit dem Außentank und den zwei Feststoffraketen verbunden wurde. Am 18. Februar wurde die Endeavour zur Startrampe gerollt.
Am 28. Februar kamen die NASA-Verantwortlichen am KSC zusammen, um darüber zu beraten, ob die Endeavour bereit sei, die Mission durchzuführen. Im Anschluss an die Flugbereitschaftsabnahme wurde am Tag danach mit dem 11. März das vorläufige Startdatum bestätigt.
Der Countdown für diese Mission begann am 8. März. Kurz zuvor war die Mannschaft aus Houston kommend am KSC eingetroffen.

## Missionsverlauf

### Start

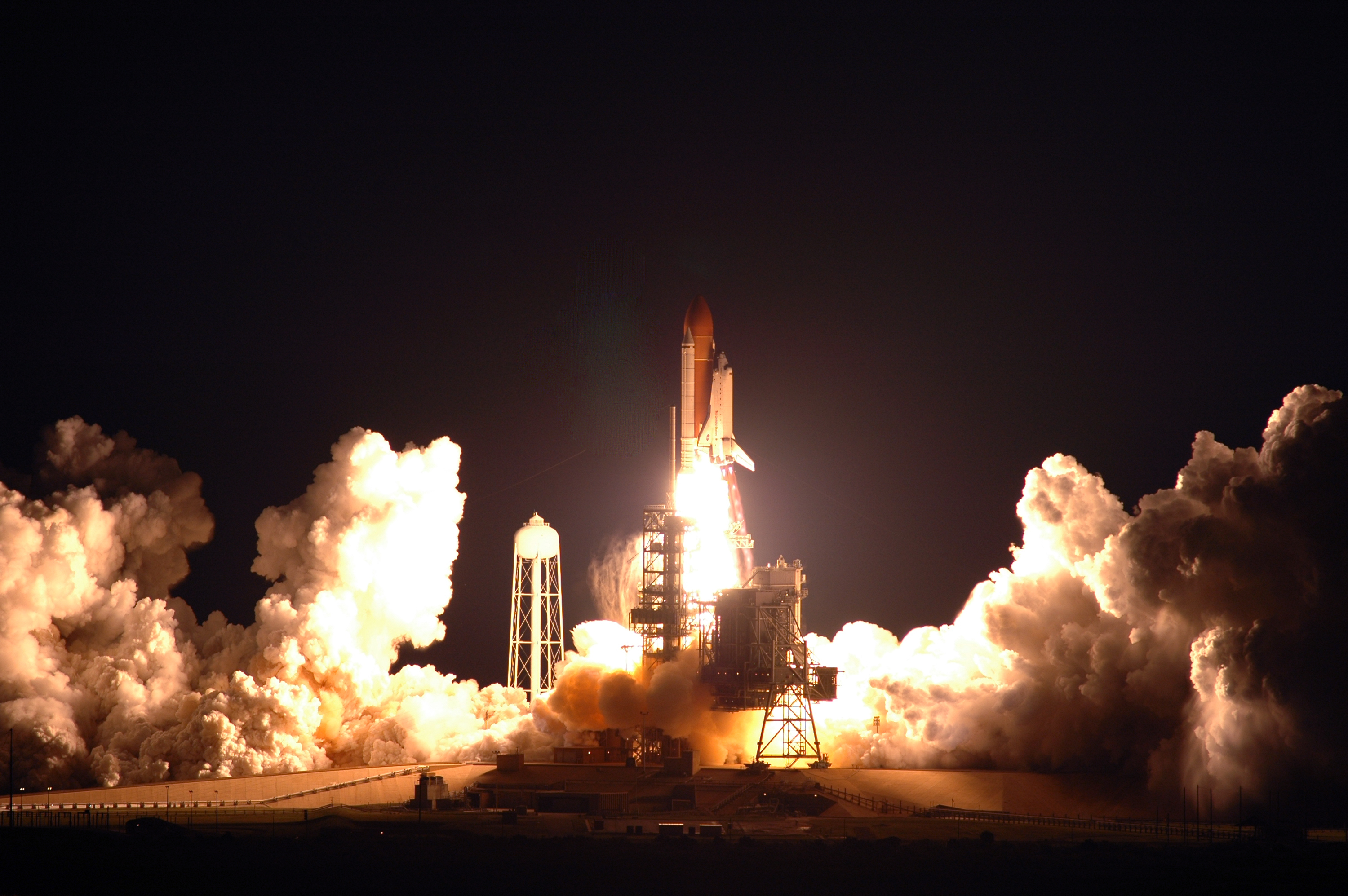
Start von STS-123

Am 10. März begann gegen 21:00 UTC die dreistündige Befüllung des Außentanks. Dabei funktionierten alle ECO-Sensoren (Engine CutOff, Niedrigfüllstand-Abschaltsensoren), die bei der vorherigen Mission mehrmals Probleme bereitet hatten, normal. Planmäßig hob die Endeavour um 6:28 UTC von der Startrampe ab.
Bei dieser Mission war erstmals eine Digitalkamera mit Blitzlicht an der Unterseite des Orbiters installiert, die nach der Abtrennung des Außentanks automatisch alle zwei Sekunden ein Foto von diesem anfertigte. 45 Sekunden lang wurde eine Serie von Fotos erstellt. Danach stoppte die Kamera, weil die Distanz mit 40 Metern zu groß geworden war, um aussagekräftige Aufnahmen erhalten zu können. Dieses „Digital Umbilical Camera Flash Module“ soll helfen, den Tank nach der Abtrennung auch im Dunklen detailliert zu fotografieren und kleine Teile von abgeplatztem Isolierschaum feststellen zu können.

### Inspektion und Kopplung
Am zweiten Flugtag wurde die Inspektion des Hitzeschildes mittels des Orbiter Boom Sensor System (OBSS) durchgeführt. Es wurden auch die Raumanzüge geprüft, die während der fünf Außenbordeinsätze benutzt werden sollten. Weiterhin wurden die Vorbereitungen für das Andocken am Folgetag getroffen.
Nach dem Rendezvous Pitch Maneuver am 13. März, bei dem die Unterseite des Orbiters von der Besatzung der Raumstation fotografiert wurde, dockte die Endeavour um 03:49 UTC an der ISS an. Die Schotts zwischen beiden Raumfahrzeugen wurden anderthalb Stunden später geöffnet. Später wurde der Sojussitz von Eyharts gegen den von Reisman ausgetauscht, womit Letzterer offiziell zur ISS-Mannschaft gehörte. Weiterhin wurden Vorbereitungen auf den ersten Außenbordeinsatz von Linnehan und Reisman getroffen. Außerdem wurde die Spacelab-Palette, auf welcher der zerlegte Dextre angeliefert wurde, vom Roboterarm der Station am Mobilen Transporter angebracht.

### Arbeiten auf der ISS

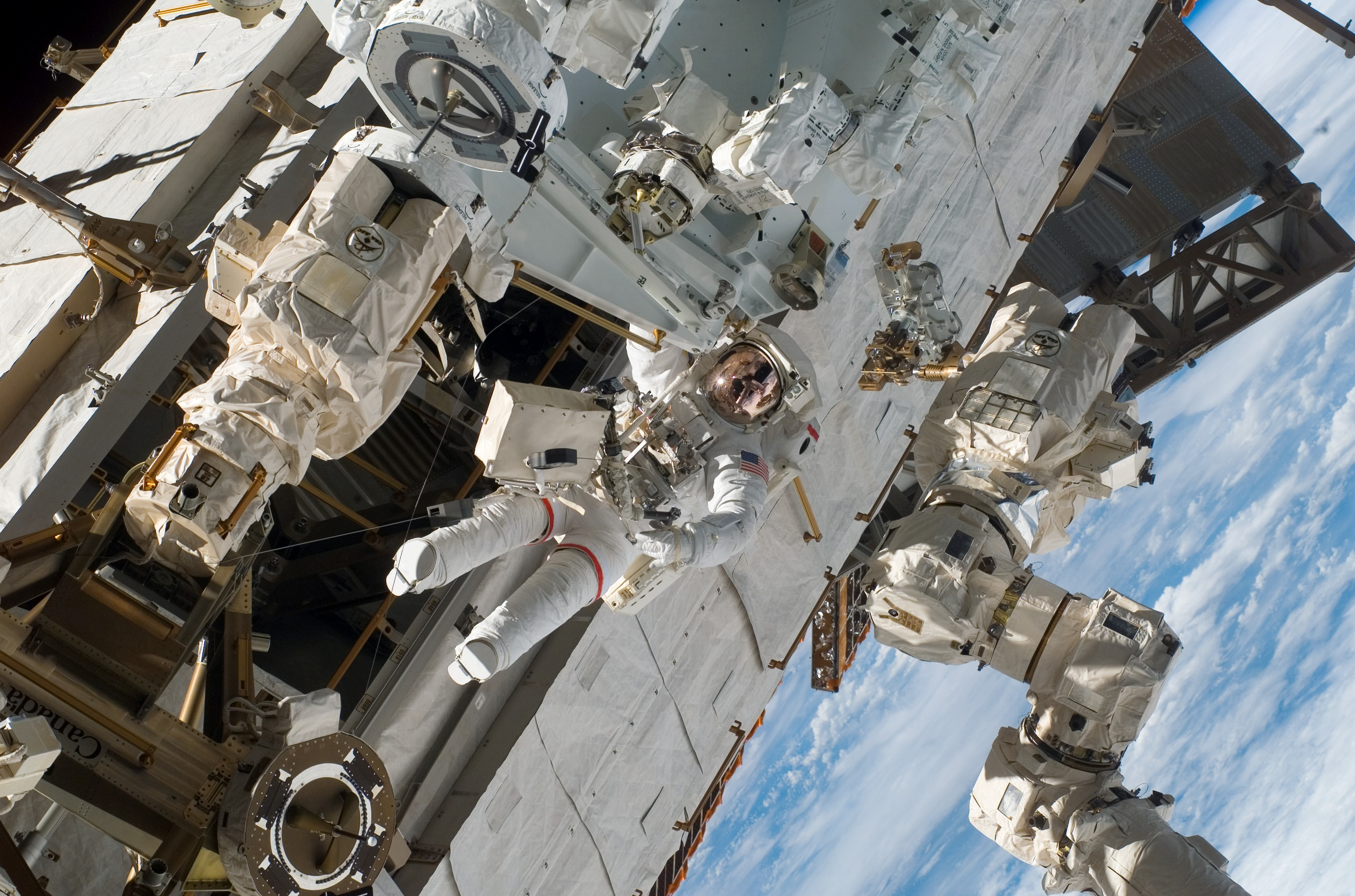
Linnehan arbeitet während des ersten Ausstiegs an Dextre

Am nächsten Tag (14. März) fand der erste Weltraumausstieg statt, der um 0:18 UTC begann. Zunächst begaben sich Linnehan und Reisman in die Ladebucht des Shuttles und lösten die Transporthalterungen an ELM-PS. Danach wurde ELM-PS aus der Ladebucht gehoben und an Harmony manövriert. Um 7:06 UTC wurde das Modul an Harmony angekoppelt. Damit hatten erstmals alle an der Internationalen Raumstation beteiligten Länder zumindest einen Teil ihrer Module im All. Gleichzeitig begannen die „Aussteiger“ damit, Dextre zusammenzusetzen. Des Weiteren wurde das Videosystem der Station erweitert. Der Ausstieg dauerte sieben Stunden und eine Minute und endete um 7:19 UTC. Die NASA teilte danach mit, dass alle Versuche, Dextre über das Anschlusssystem am mobilen Transporter mit Strom zu versorgen, fehlgeschlagen seien. Strom ist für Dextre „überlebenswichtig“ um Heizelemente zu betreiben. Techniker der CSA, dem Hersteller von Dextre, versuchten mit einem Softwareupdate den Fehler zu beheben, was nicht gelang. Daher entschied man, Dextre vom Canadarm2 greifen zu lassen und über diesen mit Strom zu versorgen.
Am fünften Flugtag (15. März) wurde ELM-PS in Betrieb genommen. Zusammen mit ISS-Kommandantin Peggy Whitson öffnete Takao Doi um 1:23 UTC die Luken zu dem japanischen Modul. Danach wurden Versorgungsleitungen zwischen Harmony und ELM-PS verlegt, das Licht eingeschaltet und die Ventilatoren aktiviert. Später gab die NASA bekannt, dass die Probleme mit der Stromversorgung von Dextre auf einen Konstruktionsfehler zurückgehen. Das weitere Vorgehen wurde nicht bekannt gegeben. 

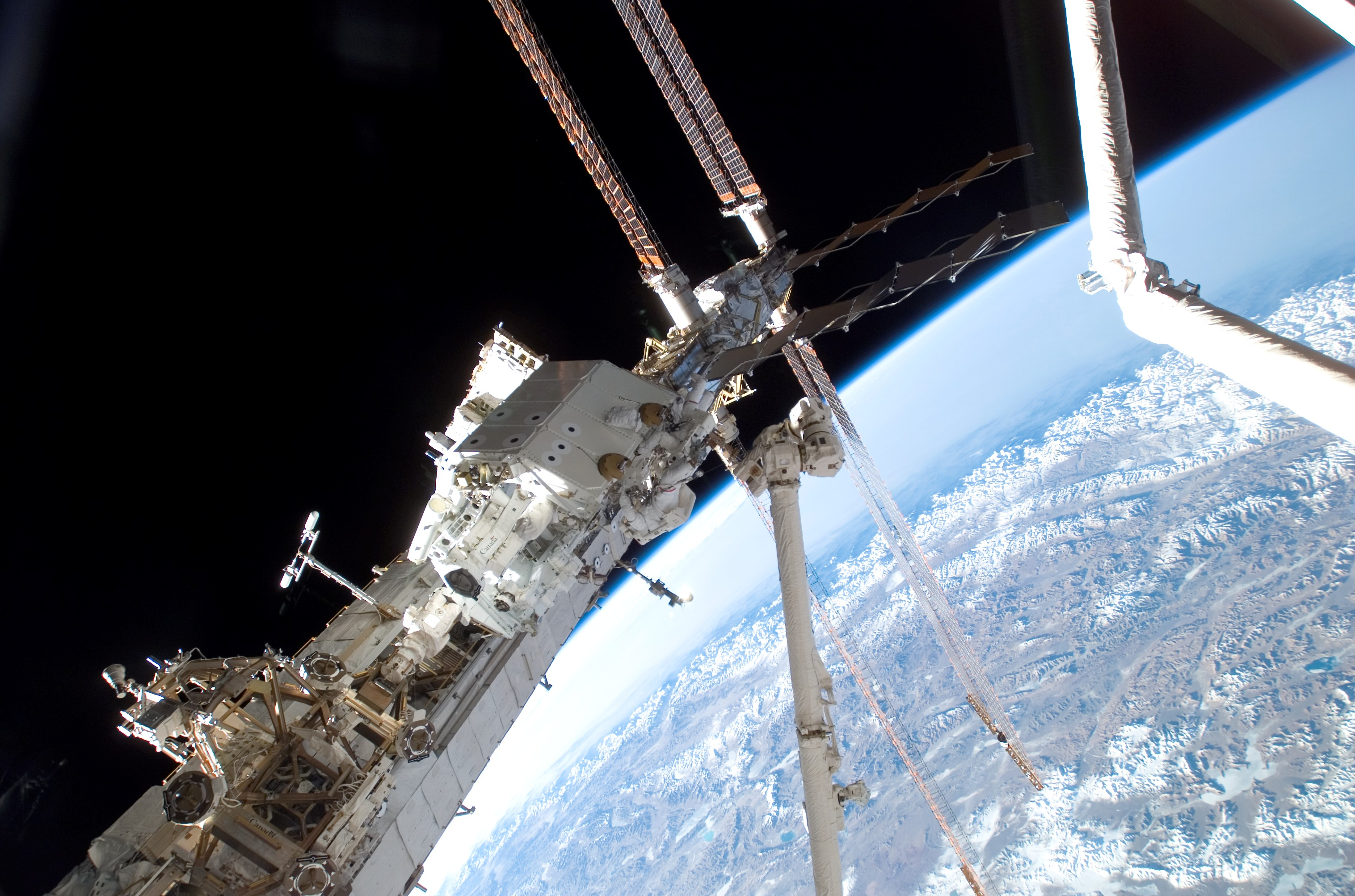
Linnehan und Foreman setzen Dextre bei der zweiten EVA zusammen

Der zweite Ausstieg begann am 15. März (6. Flugtag) um 23:49 UTC. Die Missionsspezialisten Richard Linnehan und Michael Foreman setzten den Zusammenbau der Roboterhand Dextre fort. Die Astronauten hatten Probleme, einen Arm von Dextre von der Spacelab-Palette zu lösen, da ein Befestigungsbolzen sehr fest saß. Erst nach über einer halben Stunde konnten sie den Arm lösen und an Dextre anbringen. Danach entfernten sie einige Wärmeschutzabdeckungen. Der Einsatz ging nach sieben Stunden und acht Minuten um 6:57 UTC am nächsten Tag zu Ende.
Den 16. März verbrachten die Astronauten damit, das ELM-PS-Modul auszustatten und betriebsbereit zu machen.

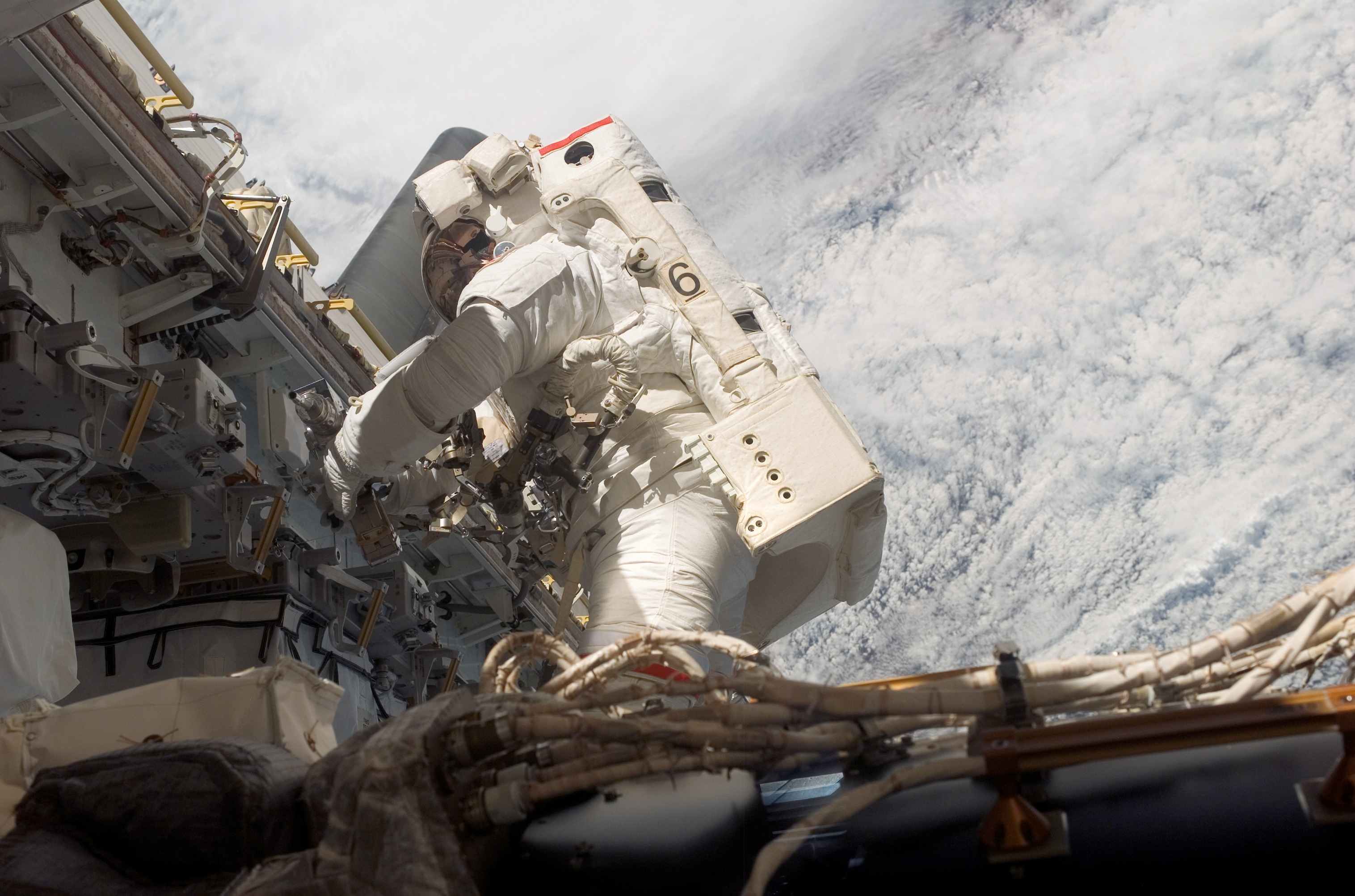
Linnehan beendet die Montage von Dextre

Während des dritten Außeneinsatzes, der am 17. März um 22:51 UTC begann, wurde die Montage von Dextre beendet. Die Astronauten Linnehan und Behnken installierten an der Roboterhand eine Ersatzteilplattform, eine Werkzeughalterung sowie eine Videokamera. Außerdem versuchten sie ein 
MISSE-Experiment am Columbus-Modul anzubringen, was nicht gelang. Die EVA endete nach 6 Stunden und 53 Minuten am 18. März um 5:44 UTC.
Am neunten Flugtag, dem 18. März, wurde Dextre getestet und umgesetzt. Mit dem ISS-Roboterarm wurde Dextre von seiner Montageposition zum Labor Destiny transportiert. Dort wurde es auf einer Halterung befestigt, an der normalerweise der Canadarm2 befestigt ist. Über diese Halterung ist die Stromversorgung von Dextre sichergestellt. Später wurden weitere Funktionstests durchgeführt. Anschließend wurde die Spacelab-Palette, auf der die Roboterhand in den Orbit gebracht wurde, zurück in die Ladebucht der Endeavour gehievt.
Am 20. März wurde der vierte Ausstieg durchgeführt. Missionsspezialist Behnken und sein Kollege Foreman begannen den Einsatz um 22:04 UTC. Zunächst wurde ein Sicherungsmodul ausgewechselt. Hauptziel dieser EVA war der bereits für STS-120 geplante Test von Reparaturtechniken beschädigter Hitzeschutzkacheln, der anschließend durchgeführt wurde. Der Ausstieg endete nach 6 Stunden und 24 Minuten um 4:28 UTC am 21. März.
Am 21. März wurde der Hitzeschild des Orbiters mit Hilfe des OBSS-Inspektionsarms überprüft. Diese mehrstündige Prozedur wird üblicherweise nach der Trennung von der Raumstation durchgeführt. Diesmal musste der Scan der Hitzeschutzkacheln vorgezogen werden, weil der OBSS auf der ISS zurückgelassen wurde. Dies ist nötig, da das Kibō-Labormodul, das während des nächsten Fluges angeliefert wird, zu groß ist, um einen OBSS im Shuttle mitzuführen.

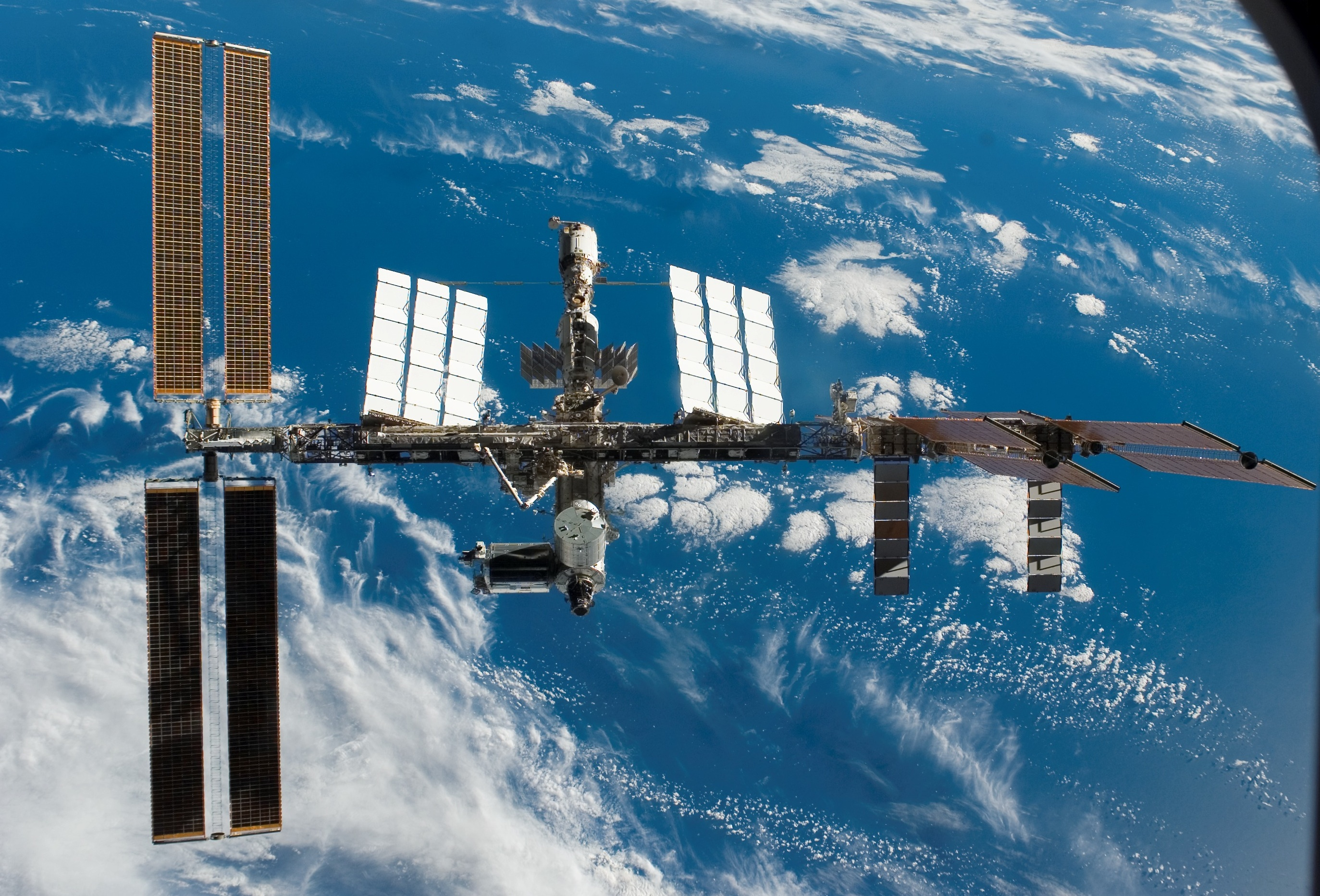
Die ISS nach dem Abdocken der Endeavour

Der letzte Weltraumausstieg erfolgte am 22. März. Die Vorbereitungen wurden so schnell abgeschlossen, dass Behnken und Foreman die EVA 50 Minuten früher als geplant um 20:34 UTC beginnen konnten. Hauptaufgabe des Ausstiegs war das Umsetzen des OBSS vom Orbiter zum S1-Segment. Anschließend installierte Behnken das MISSE-Experiment am europäischen Columbus-Modul, was während des dritten Ausstiegs nicht gelungen war. Foreman inspizierte in der Zeit das SARJ-Drehgelenk an Steuerbord. Der Ausstieg wurde am 23. März um 2:36 UTC beendet.

### Rückkehr
Mit halbstündiger Verspätung koppelte die Endeavour am 25. März um 0:25 UTC von der Internationalen Raumstation ab. Die Verzögerung entstand wegen eines kleinen Problems an einem der Solarpanele der ISS. Der Backbordflügel ließ sich zunächst nicht arretieren, wie dies jeweils gemacht wurde, um eine Verschmutzung durch die Abgase des Shuttles zu vermeiden.

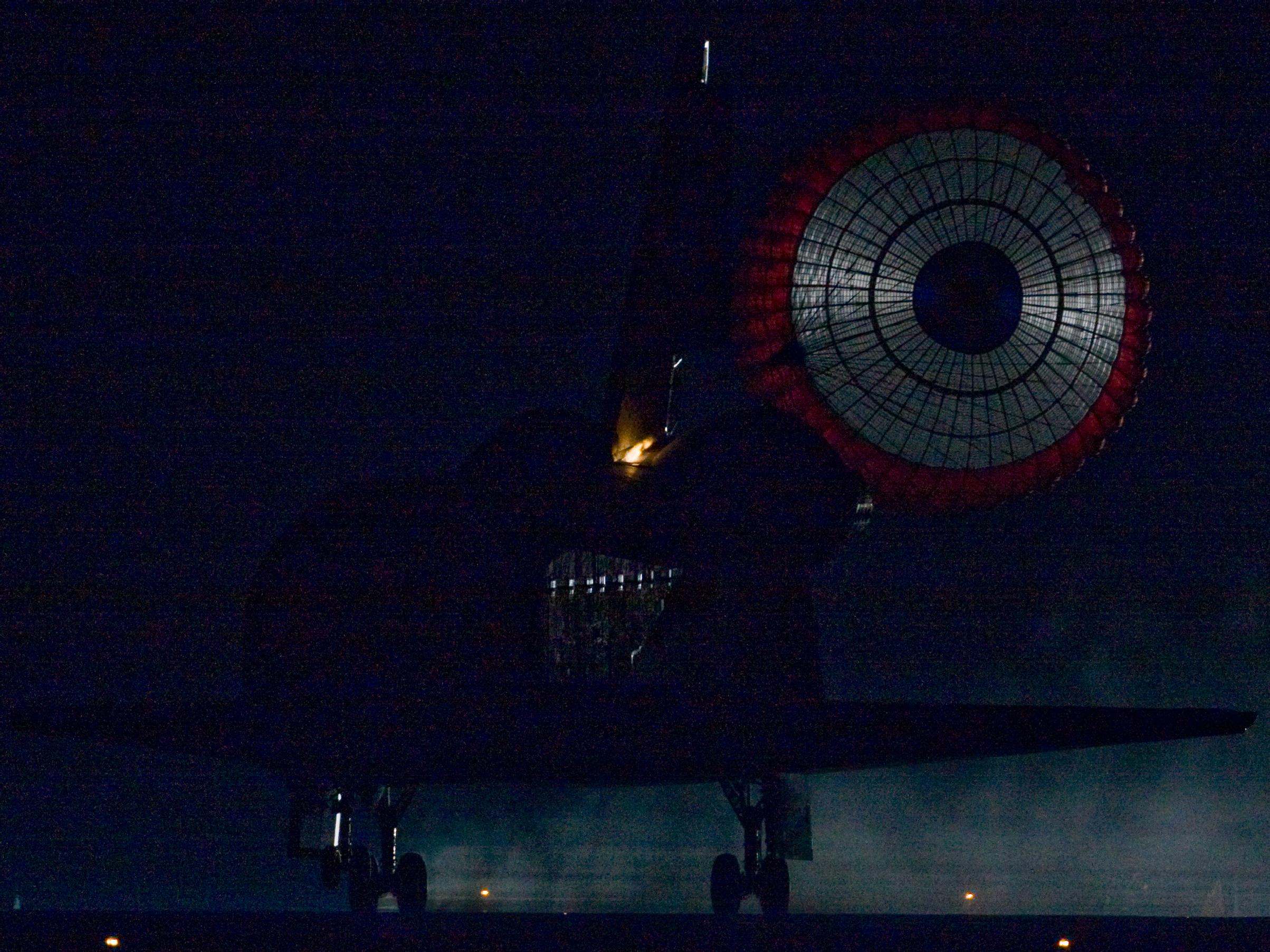
Endeavour mit Bremsschirm, wenige Sekunden nach dem Aufsetzen. Die gelbe Flamme des Hilfstriebwerkes ist nur in der schwarzen Nacht sichtbar. Das Shuttle besitzt keinerlei Landescheinwerfer, Positions- oder Antikollisionslichter.

Die erste der zwei Landemöglichkeiten am 27. März ließ die Missionskontrolle nach Wettererkundungsflügen mit dem Shuttle Training Aircraft verstreichen. Die zweite Landemöglichkeit am Kennedy Space Center nach insgesamt 249 Erdumkreisungen wurde nach weiteren Erkundungsflügen dann genutzt. Die Bremszündung wurde um 23:33 UTC eingeleitet und dauerte zwei Minuten und 45 Sekunden. Die Endeavour landete um 0:39 UTC auf Bahn 15 der Shuttle Landing Facility des Kennedy Space Centers.
Später wurde die Endeavour in die Orbiter Processing Facility gebracht, um auf ihre nächste Mission (STS-126) vorbereitet zu werden.